# Anastasios Schizas
Anastasios Schizas, detto Tasos (in greco Αναστάσιος Σχίζας?; Atene, 18 febbraio 1977), è un pallanuotista greco.